# Jaipur
Jaipur é a capital e maior cidade do estado do Rajastão, na Índia. Durante o domínio britânico na Índia, Jaipur foi a capital do estado principesco de Jaipur. Tem cerca de 3 milhões de habitantes e foi fundada em 18 de novembro de 1728 pelo Marajá Sawai Jai Singh II, o governante de Amber.
É conhecida como "A cidade rosa", já que em 1876 o seu marajá mandou pintá-la dessa cor, para a visita do Príncipe de Gales. Desde então a cidade é regularmente pintada.
Jaipur é a primeira cidade planejada da Índia, localizada nas terras semi-deserto de Rajastão. A cidade que outrora tinha sido a capital da realeza, conhecida como a Cidade dos marajás, é hoje a capital do Rajastão. A própria estrutura de Jaipur lembra o sabor dos Rajputs e das famílias reais. Atualmente, Jaipur é um importante centro de negócios com todos os requisitos de uma cidade metropolitana.
No final de março, as procissões de elefantes anunciam a Holi, a festa da Primavera. Na cidade, homens desfilam de turbante e mulheres desfilam trajando sáris de cores cintilantese coloridas. A cidade é notável entre as cidades pré-modernas da Índia em razão da largura e regularidade de suas ruas, que são definidos em seis setores separados por ruas largas de 34 m de largura e é sede da cultura dos Rajputs (uma etnia de guerreiros).[carece de fontes?]
Jaipur foi incliuída em 2019 na lista do Património Mundial da UNESCO.